# Olympische Sommerspiele 1956/Teilnehmer (Peru)
| Gelbes Symbol für Goldmedaillen mit stilisierten Olympischen Ringen | Graues Symbol für Silbermedaillen mit stilisierten Olympischen Ringen | Braundes Symbol für Bronzemedaillen mit stilisierten Olympischen Ringen |
| ------------------------------------------------------------------- | --------------------------------------------------------------------- | ----------------------------------------------------------------------- |
| —                                                                   | —                                                                     | —                                                                       |

Peru nahm an den Olympischen Sommerspielen 1956 im australischen Melbourne mit einer Delegation von acht männlichen Sportlern teil.

## Teilnehmer nach Sportarten

### Schießen
- Guillermo Cornejo
Schnellfeuerpistole: 17. Platz

- Armando López-Torres
Schnellfeuerpistole: 26. Platz

- Antonio Vita
Freie Scheibenpistole: 22. Platz

- Francisco Otayza
Freie Scheibenpistole: 29. Platz

- Rubén Váldez
Freies Gewehr: 12. Platz

- Guillermo Baldwin
Freies Gewehr: 14. Platz

- Oscar Caceres
Kleinkaliber, Dreistellungskampf: 25. Platz
Kleinkaliber, liegend: 21. Platz

- Luis Coquis
Kleinkaliber, Dreistellungskampf: 29. Platz
Kleinkaliber, liegend: 28. Platz